# Schnerzhofer Weiher

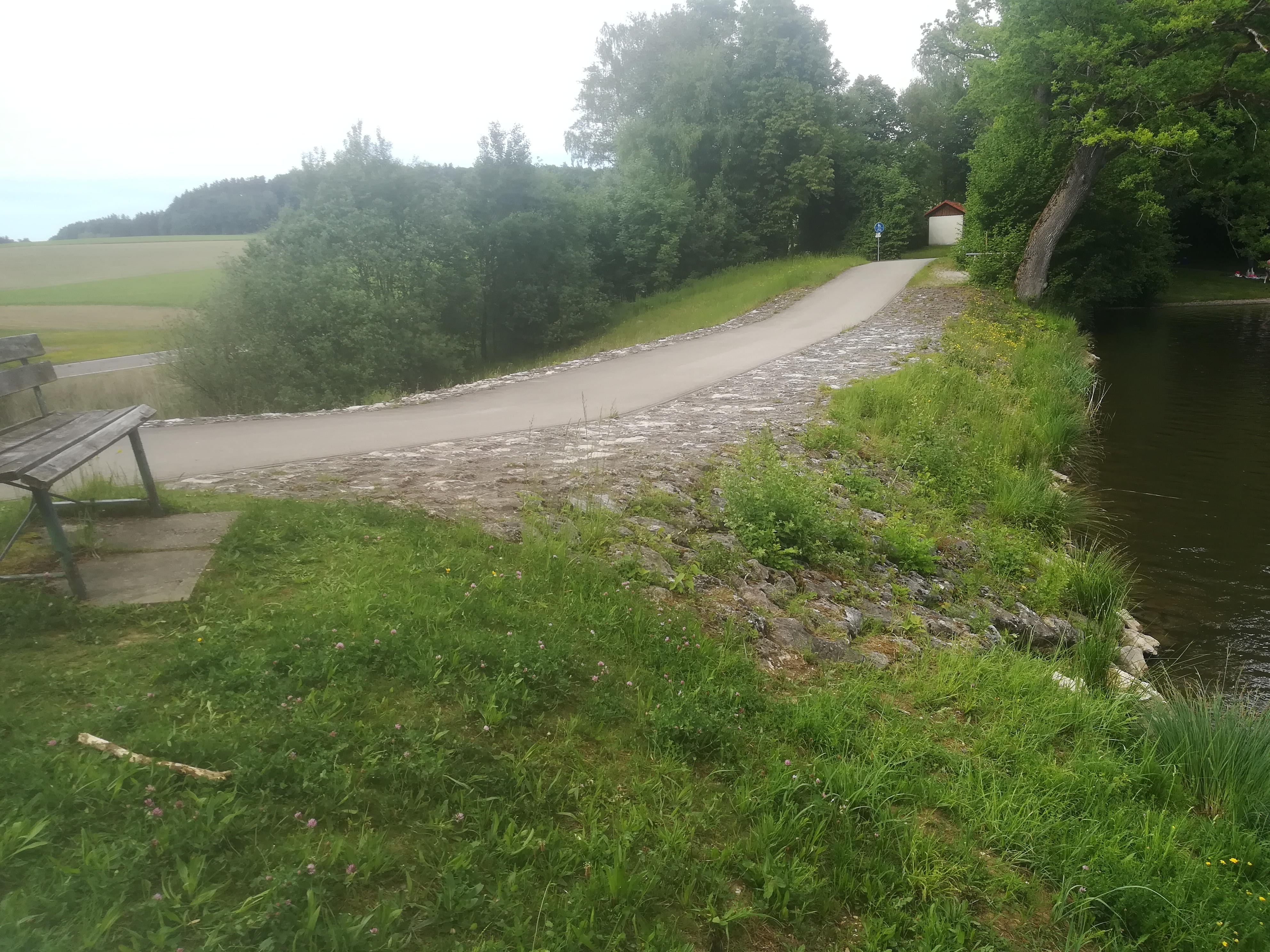
Die Überlaufscharte im Damm

Der Schnerzhofer Weiher ist ein Stausee im Oberlauf der Neufnach.

## Lage
Der Schnerzhofer Weiher liegt im Gebiet der Gemeinde Markt Wald im Landkreis Unterallgäu in Bayern. Der See und sein Einzugsgebiet befinden sich im südlichen Teil des Naturpark Augsburg – Westliche Wälder, in der Hügellandschaft der Stauden. Die Fläche des Stausees beträgt etwa sechzehn Hektar, bei einer Höhenlage von 577 m ü. NHN. Unmittelbar am Südufer verläuft der stillgelegte Abschnitt Markt Wald–Ettringen der Bahnstrecke Gessertshausen–Türkheim – „Staudenbahn“.

## Name
In historischen Karten findet sich an der Stelle des heutigen Gewässers der Name Rotlachenweiher. Auch die Bezeichnung Rotlache wurde verwendet, dessen Name vermutlich die heute noch sichtbare rotbraune Färbung des Wassers beschreibt. Die Bezeichnung Schnerzhofer Weiher ist jedoch mittlerweile der gebräuchliche Name. Namensgebend ist der Ortsteil Schnerzhofen der Gemeinde Markt Wald.

## Nutzung
Der Schnerzhofer Weiher wurde von der Textilunternehmer-Familie Schöffel gekauft und wird zur Teichwirtschaft genutzt. Gelegentlich wird der Weiher im Winter abgelassen. Im Sommer kann in dem Weiher gebadet werden. Dazu gibt es am Nordufer eine kleine Liegewiese mit Toilette und Badesteg. Aufgrund des ökologisch wichtigen Saums aus Seggen und Schilf sowie Unterwasser- und Schwimmblattvegetation wurde der Weiher im Jahre 2012 zum geschützten Biotop erhoben.

## Hochwasserschutz
Im Juni 1924 ist nach einem Hochwasser ein Teil des Damms am Schnerzhofer Weiher gebrochen. Eine Flutwelle ist daraufhin das Neufnachtal flussabwärts bis nach Augsburg durch die Gemeinden Mittelneufnach, Walkertshofen, Langenneufnach und Fischach geflossen und verursachte Überschwemmungen. Im Jahre 2008 wurde der Staudamm modernisiert, um die unterhalb an der Neufnach gelegenen Ortschaften vor Hochwasser besser schützen zu können. Dabei wurde der Damm mit einer einen halben Meter dicken und zweihundert Meter langen Dichtwand ausgestattet. Der Überlauf wurde als sogenannte Überlaufscharte gestaltet, das Wasser fließt dabei über eine befestigte Einsenkung an der Dammkante. Der Durchlass ist durch den reduzierten Querschnitt auf maximal 2,5 m³/s begrenzt. Es steht ein Rückhaltevolumen von bis zu 372.000 m³ zur Verfügung, um selbst ein hundertjährliches Hochwasser HQ100 verzögert abfließen zu lassen. Die Kosten für die Ertüchtigung beliefen sich auf etwa eine halbe Million Euro.